# Núria Berengueras i Costa
Núria Berengueras i Costa (Sant Feliu de Codines, 1955) és una cantant d'havaneres, la primera que va liderar un grup d'havaneres català.

## Dades familiars
Núria Berengueras i Costa, nascuda a Sant Feliu de Codines, és filla de Pelegrí Berengueras i Llobet, de Castellterçol i Nuria Costa i Fuster, de Barcelona. Va estar casada amb Francesc Miralles i Alcaraz (1944-2023) membre del grup de rock de la dècada de 1960 Los Salvajes.

## Carrera professional
L'any 1978 juntament amb Andreu Tura, Joan Colomer, Antoni Uyà van fundar el grup Quatre Veus, de Granollers, que poc temps després va passar a anomenar-se Núria Berengueras i Quatre Veus. A finals de la dècada de 11970, quan la presència de la dona en aquest gènere musical era gairebé inexistent, com a solista del grup,va introduir noves harmonies poc habituals.
Com a directora de Quatre Veus, ha actuat arreu de Catalunya i de l'Estat espanyol. Ha participat, entre altres festivals, en tres edicions de la Cantada de Calella de Palafrugell, en la Mostra de l'Havanera Catalana de Palamós, en la Cantada al Serrallo, des dels seus inicis i en la Mostra d'Havaneres de Granollers, de 1982 a 1992. A Salou, als anys vuitanta, el grup Quatre Veus va actuar davant de l'aleshores reina d'Espanya, Sofia de Grècia, i les infantes amb motiu del Certamen Internacional de Regates. El 1991 va participar en el Sant Jordy's Day de Tòquio i va actuar a l'Auditori Pau Casals de la ciutat nipona. El mateix any 1991 va crear l'espectacle Antologia de l'Havanera que es va representar al Teatre Condal el mateix any i al Teatre Goya de Barcelona. L'any 1998 Quatre Veus va celebrar el seu vintè aniversari en el marc de la Fira i Festes de l'Ascensió de Granollers. El concert, celebrat al Centre Cultural de la Fundació La Caixa, va ser enregistrat en un CD. Era la primera vegada que s'enregistrava un concert en directe en el món de l'havanera.
L'any 2000 Núria Berengueras i Quatre Veus va passar a anomenar-se Ultramar, integrat per Joan Ramon, Francesc Membrives i Àngel Riba. L'any 2003 van presentar el seu primer treball discogràfic, Homenatge a Ortega Monasterio, i el 2005, conjuntament amb Los Manolos, van presentar l'espectacle La ruta del rom, on es fusionava la rumba i les havaneres. L'any 2008 Ultramar va presentar el seu treball Ronda Litoral. El 2021, els membres del grup Utramar eren Agustí Alonso (veu i acordió), Joan Ramon (veu, baix i guitarra) i Rafa Pino (veu i guitarra), i al capdavant, la mateixa Núria Berengueras (veu i guitarra).
Des de 2018 Berengueras és presidenta de l'Associació d'Amics de les Havaneres Port Vell. El 14 de febrer de 2020 rebé el Premi 2x4 de la Fundació Ernest Morató. El 2023, la 33a Nit d'Havaneres de Montjuïc, a Barcelona, va retre homenatge a Núria Berengueras.